# Biblioteca de al-Andalus
La Biblioteca de al-Andalus es una obra de referencia estándar dentro de la disciplina académica de estudios andalusíes. Abarca varios aspectos de la vida cultural en al-Ándalus, a través de las biografías de 2465 autores de todos los rincones de al-Ándalus y un estudio minucioso de más de 7500 obras andalusíes sobre variados campos del saber (literatura, derecho, lingüística, historia, geografía, filosofía, sufismo, medicina, matemáticas, astronomía, agronomía, etc). Es la primera obra de referencia publicada por la Fundación Ibn Tufayl de Estudios Árabes dentro del proyecto de la Enciclopedia de Cultura Andalusí, elaborada por más de un centenar de investigadores de varios países. 
- Vol. 1: De al-Abbadiya a Ibn Abyad, Jorge Lirola Delgado y José Miguel Puerta Vílchez (dres.), Fundación Ibn Tufayl de Estudios Árabes, Almería, 2012, ISBN 978-84-934026-4-1
- Vol. 2: De Ibn Adhà a Ibn Busrà, Jorge Lirola Delgado y José Miguel Puerta Vílchez (dres.), Fundación Ibn Tufayl de Estudios Árabes, Almería, 2009, ISBN 978-84-934026-6-2
- Vol. 3: De Ibn al-Dabbag a Ibn Kurz, Jorge Lirola Delgado y José Miguel Puerta Vílchez (dres.),Fundación Ibn Tufayl de Estudios Árabes, Almería, 2004, ISBN 978-84-934026-1-7
- Vol. 4: De Ibn al-Labbana a Ibn al-Ruyuli, Jorge Lirola Delgado (ed.), Fundación Ibn Tufayl de Estudios Árabes, Almería, 2006, ISBN 978-84-934026-2-4
- Vol. 5: De Ibn Sa’ada a Ibn Wuhayb, Jorge Lirola Delgado (ed.), Fundación Ibn Tufayl de Estudios Árabes, Almería, 2007, ISBN 978-84-934026-5-5
- Vol. 6: De Ibn al-Yabbab a Nubdat al-'Asr, Jorge Lirola Delgado (ed.), Fundación Ibn Tufayl de Estudios Árabes, Almería, 2009, ISBN 978-84-934026-8-6
- Vol. 7: De al-Talamanki a Zumurrud, Jorge Lirola Delgado (ed.), Fundación Ibn Tufayl de Estudios Árabes, Almería, 2012, ISBN 978-84-936751-2-7
- Vol. A: Jorge Lirola Delgado (ed.), Fundación Ibn Tufayl de Estudios Árabes, Almería, 2012, ISBN 978-84-936751-5-8
- Vol. B: Balance de resultados e índices, Jorge Lirola Delgado (ed.),  Fundación Ibn Tufayl de Estudios Árabes, Almería, 2012, ISBN 978-84-940313-8-0
- Vol. C: El poder y los intelectuales en al-Andalus. Cronología, Abdenour Padillo Saoud, Jorge Lirola Delgado y Jaafar Al Alouni,  Fundación Ibn Tufayl de Estudios Árabes, Almería, 2017, ISBN 978-84-16134-01-4